# John Hans Krebs
John Hans Krebs (ur. 17 grudnia 1926 w Berlinie, zm. 10 listopada 2014 we Fresno) – amerykański polityk, członek Partii Demokratycznej.

## Działalność polityczna
W okresie od 3 stycznia 1975 do 3 stycznia 1979 przez dwie kadencje był przedstawicielem 17. okręgu wyborczego w stanie Kalifornia w Izbie Reprezentantów Stanów Zjednoczonych.